# Big Scythe
Big Scythe (z ang. Wielka Kosa), właśc. Aleksander Kosowski (ur. 15 grudnia 1997 w Zabrzu, zm. 7 czerwca 2022) – polski raper.

## Życiorys
Był synem piłkarza Kamila Kosowskiego. W 2019 roku zadebiutował utworem, pt. Zabijaj mnie wolniej.  Związany był z wydawnictwem Ou7side. W 2021 ukazał się jego debiutancki album pt. Veritaserum. Największą rozpoznawalność przyniosły mu gościnne występy w utworach rapera Tymka. Muzycy wspólnie nagrali singiel Język ciała, który osiągnął status podwójnie diamentowej płyty oraz Anioły i demony nagrany z udziałem Deysa, który osiągnął status diamentowej płyty. W maju 2022 roku został opublikowany jego ostatni utwór przed śmiercią Jedyne bodźce. Zmarł 8 czerwca 2022 roku w wyniku chorób, z którymi zmagał się w ostatnim okresie życia. 13 lipca został wydany pośmiertny utwór #LongLiveBigScythe, który miał być na jego poprzedniej płycie ale nie została dokończona. Gościnie pojawił się Lubin, Radzias, Lud, Domi, Sparrow, Hamst i Wanglee.
Pochowany na Cmentarzu Komunalnym w Bydgoszczy przy ul. Wiślanej (sektor K-4, rząd 6, grób 14)

## Dyskografia
- Veritaserum (2021)